# Prisonnier de mon cœur
Pour plus de détails, voir Fiche technique et Distribution.
Prisonnier de mon cœur est un film français réalisé par Jean Tarride, sorti en 1932. Adaptation par Paul Gordeaux de sa comédie en 3 actes jouée au Théâtre des Mathurin pour la première fois le 5 avril 1930.

## Synopsis
Tombé amoureux fou de la fille d'un gardien de prison, Guignolet escalade le mur pour aller la libérer. Il tombe dans cette cour de prison où il finit par rester prisonnier du cœur de la délicieuse fille du gardien.

## Fiche technique
- Titre : Prisonnier de mon cœur
- Réalisation : Jean Tarride
- Scénario : René Sti, d'après la pièce Guignol de Paul Gordeaux et Marcel Espiau
- Photographie : Georges Asselin et René Guichard
- Décors : Lazare Meerson
- Musique : Alain Romans
- Société de production : Verba Film
- Pays d'origine :  France
- Durée : 88 minutes
- Date de sortie : France, 22 avril 1932

## Distribution
- Roland Toutain : Lucien
- Marie Glory : Suzanne
- André Berley : le commissaire Tardinois
- Pierre Larquey
- Andrée Lorraine
- Raymond Dandy
- Guy Sloux